# За закрытыми дверями (фильм, 1954)
«За закрытыми дверями» (фр. Huis clos; другое название — «За запертой дверью») — французский художественный фильм, снятый по одноимённой пьесе Жан-Поля Сартра.

## Сюжет
Журналист Гарсен, богачка Эстель и почтовая служащая Инес попадают после смерти в закрытое помещение — Ад. При жизни Гарсен жестоко обращался со своей женой и в решающих ситуациях проявлял себя как трус; высокоинтеллектуальная лесбиянка Инес отбила у своего кузена его подругу Флоренс, отчего он покончил с собой, бросившись под поезд; находясь в глубоком отчаянии, Флоренс отравила газом себя и Инес; обольстительная Эстель убила своего ребёнка и довела до смерти возлюбленного.
Все трое понимают, что находятся в Аду, и готовятся к худшему, но ожидаемые ими пытки и физические страдания не ощутимы, только лёгкая жара. Каждый пытается узнать у других, за что они оказались в Аду, но при этом старается скрыть правду о себе. Очень скоро они начинают понимать, что адские мучения как раз и заключаются в этой взаимной лжи. Инес пытается флиртовать с Эстель, но та предпочитает Гарсена, который, напротив, старается вызвать симпатию у Инес. Так каждый из них, пытаясь добиться расположения другого, ранит при этом третьего. Они не могут ни уйти друг от друга, ни убить друг друга, так как уже мертвы. И эта «пытка ближним» будет длиться вечно.

## В ролях
- Арлетти — Инес Серрано
- Франк Виллар — Жозеф Гарсен
- Габи Сильвия — Эстель Риго
- Рено Мари — регистратор отеля
- Ив Деньо — коридорный
- Жан Дебюкур — генерал
- Николь Курсель — Ольга, подруга Эстель
- Даниэль Делорм — Флоранс, подруга Инес
- Поль Франкёр — Гомес, товарищ Гарсена